# هيكتور روخو
هيكتور روخو كاراسكو (بالإسبانية: Héctor Rojo)‏، الملقب بـباتشيتا (من مواليد 9 سبتمبر 1981 في سالاس دي لوس إنفانتس) هو لاعب كرة قدم محترف إسباني، يلعب لنادي برغش في مركز المهاجم. لعب مباراة واحدة في دوري الدرجة الثانية الإسباني مع فريق نومانسيا.

## وصلات خارجية
- BDFutbol profile
- Futbolme profile (بالإسبانية)